# Малкіня-Гурна (гміна)
Гміна Малкіня-Гурна (пол. Gmina Małkinia Górna) — сільська гміна у центральній Польщі. Належить до Островського повіту Мазовецького воєводства.
Станом на 31 грудня 2011 у гміні проживало 12207 осіб.

## Площа
Згідно з даними за 2007 рік площа гміни становила 134.08 км², у тому числі:
- орні землі: 60.00%
- ліси: 29.00%

Таким чином, площа гміни становить 10.95% площі повіту.

## Населення
Станом на 31 грудня 2011:
| Опис     | Загалом | Загалом | Чоловіки | Чоловіки | Жінки | Жінки |
| -------- | ------- | ------- | -------- | -------- | ----- | ----- |
| одиниця  | осіб    | %       | осіб     | %        | осіб  | %     |
| все      | 12207   | 100     | 5985     | 49.03    | 6222  | 50.97 |
| міське   | 0       | 100     | 0        |          | 0     |       |
| сільське | 12207   | 100     | 5985     | 49.03    | 6222  | 50.97 |

## Сусідні гміни
Гміна Малкіня-Гурна межує з такими гмінами: Брок, Заремби-Косьцельні, Косув-Ляцький, Острув-Мазовецька, Острув-Мазовецька, Садовне, Церанув.